# 앰바 루시드
앰바 루시드(Ambar Lucid, 2001년 1월 2일 ~ )는 미국의 싱어송라이터이다.

## 음반 목록

### 정규 음반
- Garden of Lucid (2020)

### EP
- Dreaming Lucid (2019)